# Counting Crows
Counting Crows (doslova „Počítající vrány“) jsou americká rocková kapela, která se stala velice populární v roce 1994 po vydání debutového alba August and Everything After na kterém představili svůj první hit „Mr. Jones“.

## Historie
Zpěvák Adam Duritz a kytarista Dave Bryson (oba bývalý členové The Himalayans) se dali dohromady v San Franciscu v roce 1991 a vytvořili tak Counting Crows. Ze začátku vystupovali jako akustické duo vystupující ve městech Berkeley a San Francisco a jejich okolí.
Counting Crows si svým přátelským a tak trochu melancholickým přístupem rychle našli své fanoušky mezi fandy alternativního rocku, kteří hledali něco jiného než zuřící kytaristy seattlské hudební scény. V této době se také z místních hudebníků zformovala celá kapela a rozhodli se podepsat kontrakt s Geffen Records.
První album August and Everything After vyšlo v roce 1993. Největším hitem se stala píseň „Mr. Jones“, která je o otci Adamova kamaráda z dětství a Martym Jonesovi, členovi The Himalayans.
V roce 1996 vyšlo druhé album kapely, Recovering the Satellites. Zvukově bylo tvrdší a bylo na něm víc písní, které byly založené na rifech než na August and Everything After. Nicméně obsahovalo i některé klidnější, melancholické stopy, jako třeba „Recovering the Satellites” a také „A Long December" a „Miller's Angels". Skladba „Recovering the Satellites" se často považuje za odpověď Adam Duritze na náhlou a tak trochu nechtěnou slávu.
V roce 1999, Counting Crows vydali album This Desert Life, které se prodávalo hlavně díky písni „Hanginaround" a obsahovalo také hit „Colorblind" (který jsme také mohli slyšet ve filmu Velmi nebezpečné známosti.) Na podporu alba uspořádali turné společně s alternativně-rockovou kapelou Live.
V roce 2002 vydali album Hard Candy, které mimo jiné obsahovalo i předělávku písně „Big Yellow Taxi“ od Joni Mitchell z roku 1970. V této písni zpívala na soundtracku k romantické komedii Láska s výstrahou Vanessa Carlton vokály a píseň se stala obrovským hitem, která kapele přitáhla mnoho nových (a mladých!) fanoušků. Zdá se, že Counting Crows jsou zvláště od konce 70. let zamilovaní do klasického rocku a hráli písně od takových mistrů, jakými jsou Bruce Springsteen, Rod Stewart, Pure Prairie League, Rolling Stones, Grateful Dead, Van Morrison, U2 a Oasis.
V listopadu 2003 Counting Crows vydali výběrové album Films About Ghosts (The best of...). V témže roce také uspořádali turné s Johnem Mayerem, Maroon 5, a Graham Colton Band.
V létě 2004 nahráli Counting Crows pro film Shrek 2 píseň „Accidentally in Love". Píseň byla nominována na Oscara. Na všech dalších vydáních alba Films About Ghosts tato píseň je.
V červnu 2006 vydali Counting Crows New Amsterdam: Live at Heineken Music Hall, živé album složené z vystoupení z roku 2003, z turné na podporu Hard Candy. I když se skládá hlavně z živých vystoupení, z nichž většina už byla někdy vydaná, tak obsahuje i některé nové stopy jako třeba "Hazy", "Blues Run the Game" a "Black and Blue".

## Chystané album
Frontman kapely Adam Duritz naznačil, že jejich další studiová nahrávka by mohla vyjít už na začátku roku 2007. Duritz i kytarista Dan Vickrey uvedli, že strávili tři týdny v Hell’s Kitchen nahrávacím studiu spolu s Gilem Nortonem, producentem Recovering The Satellites z roku 1996. Vickrey dodal, že nové album bude zvukově nejblíže právě Recovering The Satellites.
Duritz také přemýšlel o pracovním názvu chystaného alba – Saturday Nights & Sunday Mornings. Vysvětloval, že je to proto, že „O sobotní noci většinou zhřešíte a v neděli ráno toho litujete. Hřešení je většinou hlasité, vzteklé, kruté a násilné."

Deska vyšla 24. března 2008, ve stejný den bylo oznámeno, že se zúčastní letního turné společně s kapelou Maroon 5. Zastaví se i na skotském festivalu T in the Park nebo společném koncertě s The Police dne 24. června v Bělehradu.

## Členové kapely
Současní členové
- Adam Duritz (Zpěv, Klavír)
- David Bryson (Kytara)
- Dan Vickrey (Kytara)
- David Immerglück (Kytara, Mandolína)
- Jim Bogios (Bicí)
- Charles Gillingham (Klávesy, Akordeon)
- Millard Powers (Basová kytara, Klavír)

Bývalí členové
- Ben Ulrich (Bicí) 1990-1992
- Steve Bowman (Bicí) 1992-1994
- Matt Malley (Basová kytara) 1992-2005
- Ben Mize (Bicí) 1994-2002
- Marty Jones (Basová kytara) 1990-1992
- Lydia Holly (Klávesy 1990-1992
- Toby Hawkins (Bicí) 1990-1992

## Diskografie

### Studiová alba
- 1993: August and Everything After
- 1996: Recovering The Satellites
- 1999: This Desert Life
- 2002: Hard Candy
- 2008: Saturday Nights & Sunday Mornings
- 2012: Underwater Sunshine

### Živá alba
- 1998: Across a Wire: Live in New York City
- 2006: New Amsterdam: Live at Heineken Music Hall 2003

### Kompilace
- 2003: Films About Ghosts (The Best Of...)